# Football Club Twente (femenino)
El FC Twente es un equipo de la Eredivisie Vrouwen holandesa de la población de Enschede. Compite en esta competición desde su creación en 2007.
La mayoría de clubes de la nueva Eredivisie se fusionaron con clubes amateurs que competían en la anterior liga no-profesional, llamada Hoofdklasse menos en el caso del Twente que ya tenía un equipo en la antigua liga. Sin embargo sigue conservando un equipo de filial de chicas de 14 a 16 años con el nombre de BATC'65.
Han ganado nueve Eredivisie (máximo ganador), tres Copa KNVB y dos Ligas BeNe.

## Historia

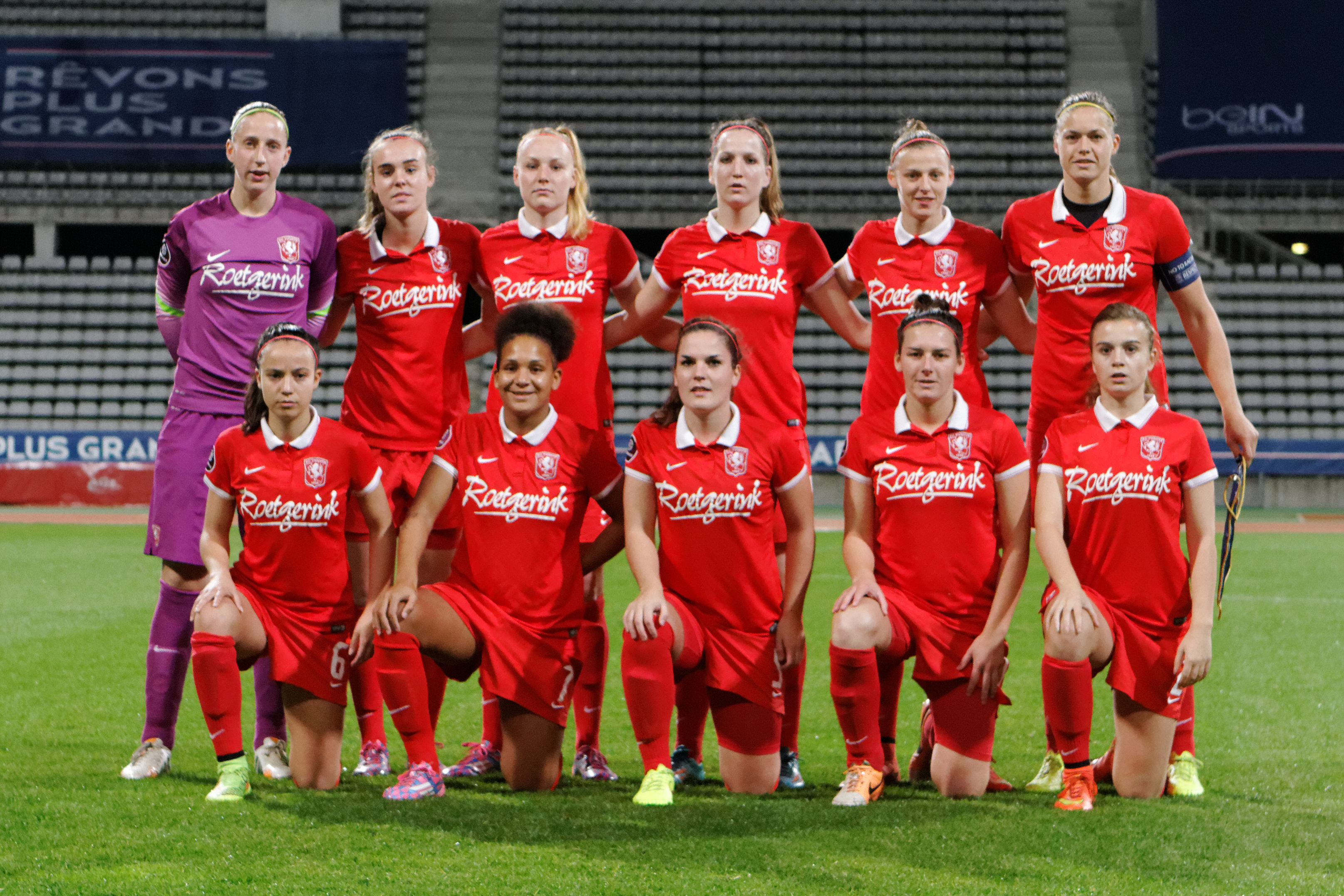
PSG-Twente, Liga de Campeones de la UEFA Femenina 2014-15.

2007-08: El Twente jugó su primer partido en la Eredivisie el 29 de agosto de 2007 contra el Heerenveen y que además era el partido de inauguaración de Eredivisie, donde el Heerenveen se alzó con la victoria por 2-3. El Twente terminó aquella temporada en la 5ª posición, pero ganó la Copa, su primer título, derrotando 3-1 al FC Utrecht en la final. 
2008-09: El equipo repitió posición, aunque esta vez en una liga de 7 equipos con la incorporación de Roda JC, que sólo disputó esa campaña. 
2009-10: Fue 4º y semifinalista de Copa.
2010-11: Ganó la liga por primera vez, con un solo punto de ventaja sobre el ADO La Haya. En la Copa cayó en cuartos. 
2011-12: Fue subcampeón a 14 puntos del ADO. Debutó en la Liga de Campeones, donde cayó en la 1ª ronda contra el WFC Rossiyanka por un global de 0-3. Por segunda vez cayó en las semifinales de la Copa.
2012-13: Pasó de la liga neerlandesa a la Liga BeNe, con los mejores equipos de los Países Bajos y Bélgica, y la ganó con 2 puntos sobre el Standard Lieja. Perdió la final de la Copa holandesa contra el ADO en los penaltis. 
2013-14: Volvió a ganar la Liga BeNe, de nuevo por 2 puntos sobre el Standard. En su segunda participación en la Champions superó la fase previa, pero cayó en la 1ª ronda contra el potente Olympique Lyon (0-10 en el global). Cayó en las semifinales de la Copa.

## Jugadoras

### Equipo Técnico
| Entrenador             | Mary Kok-Willemsen |
| 2º Entrenador          | Arjan Veurink      |
| Entrenador de Porteros | Erik Maartens      |
| Mánager                | Henny Ardesch      |
| Fisioterapeuta         | Liseth Oosterveld  |